# Timothy Tillman
Timothy Tillman (Nürnberg, 1999. január 4. –) német korosztályos válogatott labdarúgó, az amerikai Los Angeles középpályása.

## Pályafutása

### Klubcsapatokban
Tillman a németországi Nürnberg városában született. Az ifjúsági pályafutását a Zirndorf, a Feucht és a Greuther Fürth csapatában kezdte, majd a Bayern München akadémiájánál folytatta.
2017-ben mutatkozott be a Bayern München tartalékkeretében. A 2018–2019-es szezonban az első osztályban szereplő felnőtt keretében. 2020-ban a Greuther Fürthhöz igazolt. 2023. február 10-én hároméves szerződést kötött az észak-amerikai első osztályban érdekelt Los Angeles együttesével. Először a 2023. március 4-ei, Portland Timbers ellen 3–2-re megnyert mérkőzés 66. percében, Ilie Sánchez cseréjeként lépett pályára. Első gólját 2023. március 13-án, a New England Revolution ellen hazai pályán 4–0-ás győzelemmel zárult találkozón szerezte meg.

### A válogatottban
Tillman az U16-os, az U17-es, az U18-as és az U19-es korosztályú válogatottakban is képviselte Németországot.

## Statisztikák
2023. április 9. szerint
| Klub                  | Szezon   | Osztály       | Bajnokság | Bajnokság | Kupa  | Kupa | Nemzetközi | Nemzetközi | Összesen | Összesen |
| Klub                  | Szezon   | Osztály       | Meccs     | Gól       | Meccs | Gól  | Meccs      | Gól        | Meccs    | Gól      |
| --------------------- | -------- | ------------- | --------- | --------- | ----- | ---- | ---------- | ---------- | -------- | -------- |
| Nürnberg (kölcsönben) | 2018–19  | Bundesliga    | 6         | 0         | 0     | 0    | —          | —          | 6        | 0        |
| Greuther Fürth        | 2019–20  | 2. Bundesliga | 12        | 0         | 0     | 0    | —          | —          | 12       | 0        |
| Greuther Fürth        | 2020–21  | 2. Bundesliga | 24        | 0         | 3     | 0    | —          | —          | 27       | 0        |
| Greuther Fürth        | 2021–22  | Bundesliga    | 29        | 1         | 1     | 0    | —          | —          | 30       | 1        |
| Greuther Fürth        | 2022–23  | 2. Bundesliga | 15        | 1         | 1     | 0    | —          | —          | 16       | 1        |
| Greuther Fürth        | Összesen | Összesen      | 80        | 2         | 5     | 0    | 0          | 0          | 85       | 2        |
| Los Angeles           | 2023     | MLS           | 6         | 2         | 0     | 0    | 3          | 0          | 9        | 2        |
| Összesen              | Összesen | Összesen      | 92        | 4         | 5     | 0    | 3          | 0          | 100      | 4        |

## Sikerei, díjai
Greuther Fürth
- 2. Bundesliga
  - Feljutó (1): 2020–21

Los Angeles
- CONCACAF-bajnokok ligája
  - Ezüstérmes (1): 2023

- Campeones Cup
  - Döntős (1): 2023